# Andrey Lebedzew
Andrey Lebedzew (tiếng Belarus: Андрэй Лебедзеў; tiếng Nga: Андрей Лебедев; sinh 1 tháng 2 năm 1991) là một cầu thủ bóng đá Belarus. Tính đến năm 2017, anh thi đấu cho Dinamo Brest.

## Danh hiệu
Dinamo Brest
- Vô địch Cúp bóng đá Belarus: 2016–17